# 金光哲
金光哲（朝鮮文：김광철；英文：Kim Kwang-Chol，1993年6月2日—），朝鮮足球運動員，朝鮮國家奧運足球隊及朝鮮國家足球隊隊員。

## 簡歷
金光哲在2017年首次入選朝鮮國家足球隊，參與了2017年泰王盃。
此前，2016年入選了朝鮮國家奧運足球隊參加2016年亞足聯U23錦標賽資格賽，但沒有上陣，而朝鮮在該賽事分組賽對沙特阿拉伯國家奧運足球隊和泰國國家奧運足球隊中先後打平對方，以得失球差晉級半準決賽，及後在半準決賽對卡塔爾國家奧運足球隊中於加時賽負給對方，沒能成功晉級準決賽。